# إرنست روم

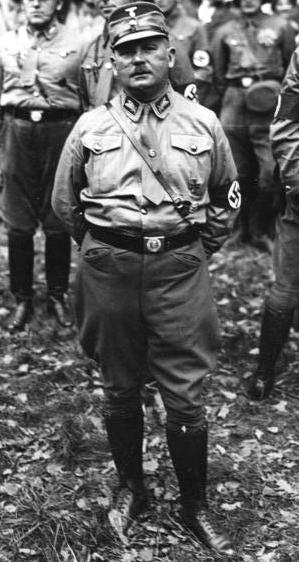
إرنست روم

إرنست يوليوس روم (بالألمانية: Ernst Röhm) (ولد في 28 نوفمبر 1887 -توفي في 2 يوليو 1934) كان ضابطاً في الجيش الألماني الإمبراطوري، وبعد ذلك أصبح قائداً نازياً.
وقد شارك في تأسيس كتيبة العاصفة (بالألمانية: Sturmabteilung)، التي كانت جناح شبه عسكري للحزب النازي وبعد ذلك أصبح قائدًا للكتيبة، في عام 1934 تم اعدامه بليلة السكاكين الطويلة بأمر من هتلر بسبب كونه منافس محتمل وزعم أنه كان يريد تنفيذ عملية انقلابية، وكان هتلر يسعى إلى القضاء على أي شخص قد يشكل تهديداً لسلطته في المستقبل.

## حياته
وُلد ارنست روم في ميونخ عام 1887, وكان ملازماً أول في الفوج ال13 للجيش البافاري عندما اندلعت الحرب العالمية الأولى في
اوغسطس عام 1914, اُصيب بجروح في وجهه في منطقة اللورين في فرنسا تسببت بندوب لبقية حياته، كضابط كفؤ حصل على الصليب الحديدي تمت ترقيته قبل نهاية الحرب.
بعد الهدنة في 11 نوفمبر 1918 انضم روم لواحدة من منظمات الصناديد العديدة التي تأسست في ميونيخ للوقوف بوجه العصيان المسلح الشيوعي في بافاريا، التحق روم بحزب العمال الوطني الاشتراكي في عام 1920 وساهم في تنظيم قوات العاصفة ال (SA) والتي كانت عبارة عن جيش سياسي لحماية قادة الحزب والوقوف بوجه الجبهة الحمراء الشيوعية والارهابيين اليهود. التقى روم بهتلر وأصبحوا حلفاء سياسيين واصدقاء مقربيين.
بعد فشل انقلاب (بالإنجليزية: Beer Hall Putsch) تم محاكمة ادولف هتلر وارنست روم واريك لودندورف بتهمة الخيانة العظمى، تم الحكم على روم بالسجن لمدة سنة وثلاثة أشهر لكن أطلق سراحة فوراً بعد المحاكمة، وحُكم على هتلر بالسجن لمدة 5 سنوات قضى منها 8 أشهر،
أثناء ذلك قام روم بتأسيس ال(بالإنجليزية: Frontbann) كخيار بديل ل (SA) المحظورة في ذلك الوقت. وخدم كعضو في الرايخشتات (البرلمان) كعضو عن حزب الحرية الاشتراكي الوطني والذي كان اسم بديل لكن الاختلافات ازدادت فاستقال من البرلمان عام 1925 وهاجر إلى بوليفيا وأصبح مستشار عسكري للجيش البوليفي.

## قيادة الSA واعدامه
على خلفية المشاكل والنزاعات التي حدثت داخل الحزب النازي بين القيادة وهتلر من جهة وبين ال SA من جهة في عام 1930, أرسل هتلر
برقية شخصية لروم ليعود ويستلم قيادة الSA حيث تم تعيينه في يناير 1931, كانت لروم افكار راديكالية وقام بتعيين أصدقائه المقربيين، وازداد عدد الSA ليصبح مليون فرد.
كانوا الوحيديين الذين ينادون هتلر ب(بالألمانية: du) والذي يعني أنت هيرمان غورينغ وجوزيف غوبلز وارنست روم، وكان روم الوحيد الذي يناديه أدولف وليس زعيمي، وعلى أثر التنافس الموجود بين أعضاء لحزب النازي والاحقاد المتنامية وخوفاً من قوة روم وسلطته على ال SA، وخصوصاً انه كان مثلي الجنس.
استمر غورنغ وغوبلز وهينريش هيملر بالدس لهتلر حول خطورة روم وسعيه للإطاحة به، وحضروا ملفاً عن تقاضي روم ل12 مليون مارك من فرنسا للإطاحة به، وأخيراً اقتنع هتلر أنه جاء الوقت للتحرك وفي فجر 30 يونيو 1934 نُفذت عملية «ليلة السكاكين الطويلة» وسافر هتلر إلى ميونيخ حيث قام بنفسه بالقاء القبض على روم وتم تطهير الSA واعدام قيادته ولكن هتلر لم يكن يرغب باعدام روم لذلك خُير بان ينتحر لكنه رفض فتم اعدامه.

## روابط خارجية
- إرنست روم على موقع الموسوعة البريطانية (الإنجليزية)
- إرنست روم على موقع مونزينجر (الألمانية)
- إرنست روم على موقع إن إن دي بي (الإنجليزية)
- إرنست روم على موقع ديسكوغز (الإنجليزية)